# 竹内智恵子
竹内 智恵子（たけうち ちえこ、1932年- ）は、日本の詩人、民俗学者。

## 人物・来歴
福島県会津若松市出身。喜多方市に住み、奥山や村里に古老を訪ね、昔話や伝説、炉辺物語などの聞き書きを続け、詩形式で発表。『会津俚耳覚え』で福島県文学賞。民話と文学の会、日本民話の会。 

## 著書
- 『会津俚耳覚え 詩集』一声社, 1976.7
- 『お薬師さま』 (ふるさとの民話) 若菜珪え. 草土文化, 1977.4
- 『はじめてふったゆき』田島征彦絵 偕成社, 1984.11
- 『昭和遊女考』未来社, 1989.7
- 『鬼追い 続昭和遊女考』未来社, 1990.3
- 『鬼灯火の実は赤いよ 遊女が語る廓むかし』未来社, 1991.7
- 『娑婆恋どり 廓女いま、むかし』未来社, 1992.5
- 『竹内智恵子のきのこ日記 あるときぞっくり出ているきのこに出合ったら!!』 (歴春ブックレット) 歴史春秋出版, 1993.7

### 共著
- 『福島の伝説』(日本の伝説) 石川純一郎共著. 角川書店, 1980.4
- 『会津の冬』斎藤清 版画, 詩. 講談社, 1981.10
- 『山の神と琵琶法師 点字本『日本の盲人伝説と民話』より』真川精太[原作], 井出文蔵 絵. 一声社, 1982.7
- 『会津の子供たち 遠い日の画帳』斎藤清 絵, 詩. 歴史春秋社, 1987.7